# Вандербильт, Уильям Генри
Уильям Генри Вандербильт (англ. William Henry Vanderbilt; 8 мая 1821, Нью-Брансуик, Нью-Джерси — 8 декабря 1885, Манхэттен, Нью-Йорк) — американский бизнесмен, филантроп и коллекционер искусства из семейства Вандербильтов.

## Биография
Родился 8 мая 1821 года в Нью-Брансуике, штат Нью-Джерси, в семье коммодора Корнелиуса Вандербильта и его жены — Софии Джонсон.
Согласно официальным данным, Уильям Генри поступил в Колумбийский колледж в 1841 году, но не окончил его. Затем отец следил за его бизнес-карьерой, которую сын начал клерком в нью-йоркском банковском доме. После прихода в качестве руководителя железной дороги Статен-Айленда, Уильям Генри Вандербильт стал её президентом в 1862 году, а три года спустя был назначен вице-президентом железной дороги реки Гудзон. В 1869 году он был назначен вице-президентом Центральной железной дороги Нью-Йорка, а в 1877 году стал её президентом.

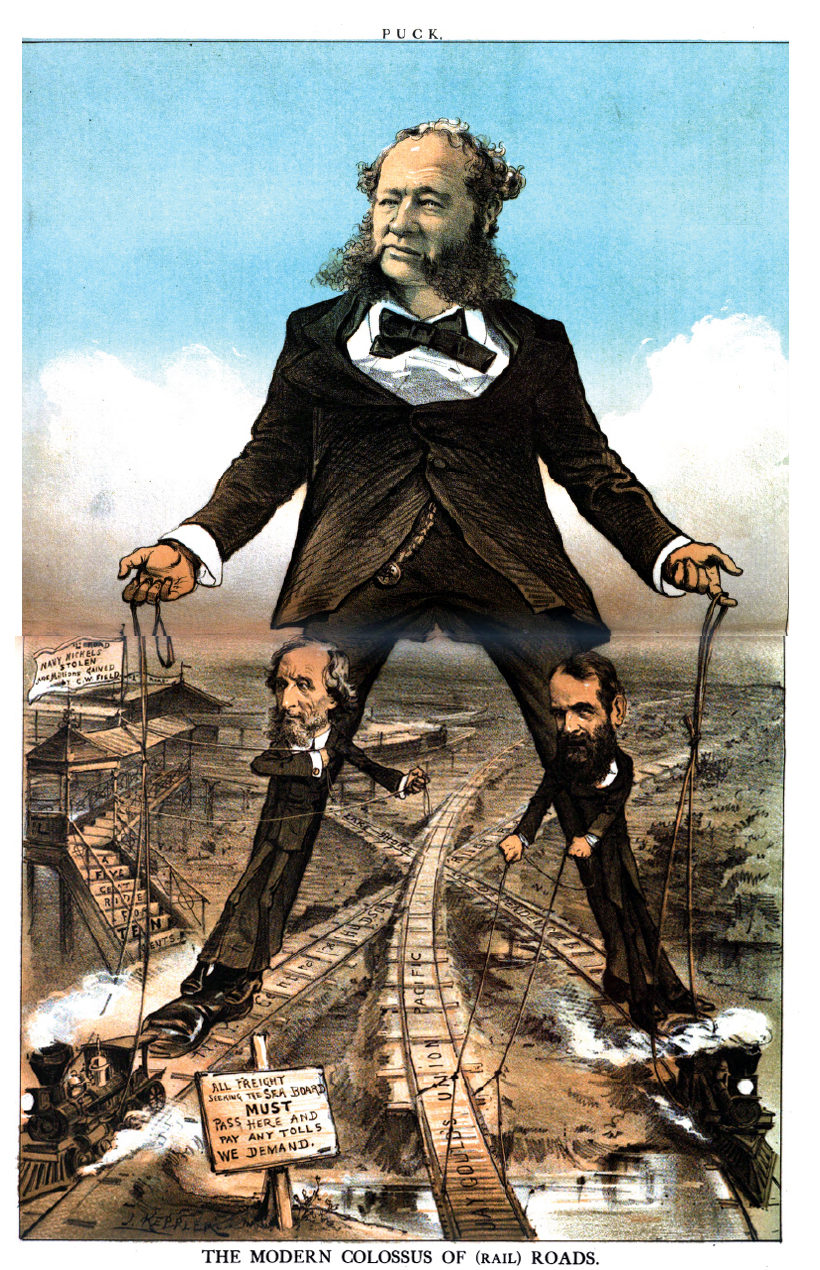
Карикатура, изображающая Вандербильта как колосса железных дорог

Железнодорожные владения Вандербильта включали: Чикагскую, Берлингтонскую и Куинсискую железную дорогу, Чикагскую и Канадскую южную железную дорогу, Detroit and Bay City Railroad, Hudson River Railroad и мост через реку Гудзон, Joliet and Northern Indiana Railroad, Michigan Midland and Canada Railroad, Центральную железную дорогу Нью-Йорка, New York Central Sleeping Car Company, Железную дорогу Нью-Йорка и Гарлема, Spuyten Duyvil and Port Morris Railroad и железную дорогу Статен-Айленда.
Уильям Генри Вандербильт был филантропом, который много жертвовал на ряд благотворительных целей, включая волонтерскую организацию YMCA; он оказал финансировую помощь в создании Метрополитен-оперы; пожертвовал средства для Колледжа врачей и хирургов Колумбийского университета. В 1880 году он пожертвовал большие деньги Университету Вандербильта в Нэшвилле, штат Теннесси, для строительства многих зданий, включая библиотеку, общежития для студентов и преподавателей, лекционные залы, а также кафетерий.
Также Вандербильт был заядлым энтузиастом искусства: его коллекция включала некоторые ценные работы старых мастеров; за свою жизнь он приобрел более 200 картин, которые разместил в своем роскошном особняке на Пятой авеню.
Умер 8 декабря 1885 года на Манхэттене в Нью-Йорке. Был похоронен в семейном мавзолее Вандербильтов в Нью-Дорпе на Статен-Айленде, штат Нью-Йорк.

## Семья

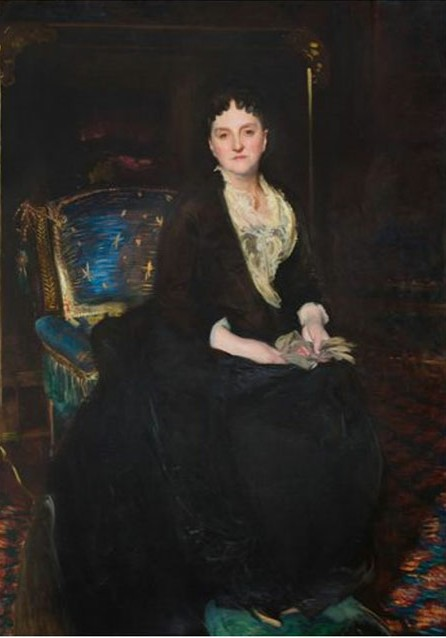
Портрет Марии Киссам работы Джона Сарджента

В 1841 году Уильям Генри Вандербильт женился на Марии Луизе Киссам (1821—1896), дочери преподобного Сэмюэля Киссама и Маргарет Гамильтон Адамс.
Вместе у них было девять детей:
- Корнелиус Вандербильт II (1843—1899),
- Маргарет Луиза Вандербильт (1845—1924),
- Аллен Уильям Вандербильт (1846—1847),
- Уильям Киссам Вандербильт (1849—1920),
- Эмили Торн Вандербильт (1852—1946),
- Флоренс Адель Вандербильт (1854—1952),
- Фредерик Уильям Вандербильт (1856—1938),
- Элиза Осгуд Вандербильт (1860—1936),
- Джордж Вашингтон Вандербильт II (1862—1914).